# Most Trójcy Świętej
Most Trójcy Świętej (wł. Ponte Santa Trinitá) – most na rzece Arno we Florencji. 
Pierwszy, drewniany most w tym miejscu został zbudowany w 1252 roku. Wielokrotnie niszczony przez powódź, został odbudowany w latach 1567–1569 jako konstrukcja kamienna według projektu Bartolomeo Ammanatiego, dla uczczenia zdobycia przez Cosima I Sieny. W 1608 roku z okazji ślubu Cosima II z Marią Austriaczką most został ozdobiony rzeźbami przedstawiającymi cztery pory roku. 
Most został zniszczony przez Niemców w 1944 roku. Po wojnie odbudowano go według oryginalnego projektu Ammanatiego, z wykorzystaniem budulca wydobytego z dna Arno.